# 刘山在
刘山在（1941年4月—），男，四川成都人，中华人民共和国政治人物，曾任中华人民共和国对外经济贸易部副部长，第十届全国人大代表。